# Tajkun
Tajkun (engl. tycoon) označava vrlo bogatu osobu koja dominira i kontrolira velike dijelove određene industrije ili privredne grane. U Rusiji se koristi uglavnom pojam Business oligarh.
U bivšim socijalističkim zemljama tajkun označava osobe, koje su u vrijeme privatizacije i uvođenja tržišta kapitala stvorili bogatstvo i mrežu poslovnih veza, financijske moćnike koji su se obogatili naglo bez novca i rada na sumnjiv način; novopečeni bogataš. 

## Konotacija
U zapadnim zemljama pojam tajkuna uglavnom nema posebne konotacije (osim materijalnih), dok je u većini bivših socijalističkih zemalja u javnosti pretežno negativno konotiran. Glavni razlog je da se u tisku od strane nekih novinara ne razlikuje dovoljno uspješne poslove ljude od osoba koji su došli sumnjivim metodama tijekom pretvorbe do svog materijalnog statusa.

## Etimologija
Riječ tajkun potječe iz japanske riječi taikun.
Doslovno prevedeno znači veliki zapovjednik tj. naslov šoguna u Japanu. Ranije se je ta riječ koristila za strance u Japanu da bi se naglasio da je šogun jedan od najviših vladara zemlje. 
Službeno je ta riječ bila prvi put korištena u ugovoru o "američko-japanskom prijateljstvu i trgovini" od 29. srpnja 1858. godine.

## Poznati svjetski tajkuni
- Silvio Berlusconi, mediji i politika
- Michael Bloomberg, mediji
- Warren Buffett, investicije
- Bill Gates, programska podrška, osnivač Microsofta
- Jean Paul Getty, nafta
- Conrad Hilton, hoteli
- Rupert Murdoch, medijski tajkun News Corporationa
- John D. Rockefeller, nafta
- George Soros, financije
- Donald Trump, nekretnine
- Ted Turner, mediji